# Мядель (озеро)
Мя́дель (біл. Мя́дзел) — озеро в Мядельському районі Мінської області на північному заході Білорусі. Одинадцяте за площею водного дзеркала  озеро країни. Належить до групи Мядельських озер.

## Опис
Водойма знаходиться в басейні річки Мяделька (басейн Західної Двіни) і розташована за 4 кілометрів на північ — північний захід від міста Мядель, і за 3,5 км на північ від озера Нароч. На березі розташовано кілька невеликих сіл: Скори, Пасашки, Струголапи, Рибки, Лопоси, Тимошковщина, Волочик.
Приплив води в озеро йде по 6-ти невеликих струмках, в т. ч. із озера Мястро; стік іде по річці Мяделька, яка впадає із правого берега у річку Бірвету (права притока Дісни).
Площа озера становить 16,2 км². Це третє за площею озеро Мінської області (поступається розмірами лише озерам Нароч та Свір). Довжина становить 6,3 км, максимальна ширина 4,0 км. Максимальна глибина — 24,6 м. Об'єм води в озері становить 102 млн м³, площа водозбору — 89,2 км².

## Улоговина та рельєф
Улоговина озера загатного типу, витягнута із північного заходу на південний схід і має складну неправильну овальну форму. Схили висотою 15-20 м, у верхній частини розорані, в нижній порослі чагарником; із південного сходу до озера примикає ліс, який займає 23,9% площі водозбору. 
Берегова лінія звивиста. Береги низькі, піщані та піщано-галькові, ділянками на півдні та сході зливаються зі схилами улоговини. Заплава шириною від 10 до 250 м, навколо заток заболочена.
Дно до глибини 2-2,5 м піщане, нижче вислано піщаними відкладеннями та сапропелем. На озері 8 островів загальною площею 0,24 км² (найбільші Замок, Березовий, Кульчино, Селище, Уклеєво, Круглово, Городок). На найбільшому острові Замок збереглися залишки укріплень XI століття. Надводна рослинність поширена до глибини 1,5-2 м, підводна — до 6 м. Сильно заростають затоки. Ширина смуги заростання до 30 м.
Порівняно висока прозорість води (більше 3 м), низька кольоровість води та невелика ступінь окислення свідчать про мезотрофний тип озера та чистоту води. Мінералізація не перевищує 250 мг/л.

## Фауна
В озері водяться щука, окунь, лящ, плотва, в'язь, краснопірка, лин, верховодка, плоскирка, сом, минь, судак, ряпушка та ін. Тут акліматизовані були пелядь, сиг; проведено зарибнення  вугром, сазаном, срібним карасем. На озері проводиться промисловий та аматорський вилов риби.